# Осусский, Иван Иосифович
Ива́н Ио́сифович Осу́сский (1931, Мукачево, Чехословацкая Республика) — советский футболист, защитник.

## Карьера
В Мукачево Осусский играл в командах «Большевик» и «Искра». В 1953 году был приглашён в московское «Динамо». В чемпионате СССР он дебютировал 19 апреля во встрече с харьковским «Локомотивом», заменив на 65-й минуте Владимира Зябликова. За два сезона Иван сыграл 9 матчей, после чего перешёл в команду «Спартак» из Ужгорода. Затем он играл за станиславский «Спартак», а завершил карьеру в клубе «Полесье».